# 虎姫郵便局
虎姫郵便局（とらひめゆうびんきょく）は、滋賀県長浜市にある郵便局。民営化前の分類では無集配特定郵便局であった。

## 概要
住所：〒529-0141 滋賀県長浜市五村160-5（市町村合併前は虎姫町）
かつては集配郵便局であったが、2007年（平成19年）に集配業務を長浜郵便局へ移管し無集配郵便局となった。

## 沿革
- 1902年（明治35年）12月16日 - 虎姫郵便局（三等）として開設[1]。
- 1971年（昭和46年）11月12日 - 電話交換および和文電報配達業務を、長浜電報電話局に移管[2]。
- 2007年（平成19年）3月19日 - 長浜郵便局へ集配業務を移管、無集配局となる[3]。郵便番号を〒529-0199から〒529-0141に変更。
- 2007年（平成19年）10月1日 - 民営化。
- 2012年（平成24年）10月1日 - 日本郵便株式会社発足。

## 取扱内容
- 郵便、印紙、ゆうパック
- 貯金、為替、振替、振込、国際送金、国債
- 生命保険、バイク自賠責保険
- ゆうちょ銀行ATM

## 周辺
- 長浜市役所虎姫支所
- 長浜警察署虎姫警部交番
- 滋賀県立虎姫高等学校
- 長浜市立虎姫中学校
- 長浜市立虎姫小学校
- 国道8号

## アクセス
- JR北陸本線 虎姫駅から南東へ約600m（徒歩約13分）
- 湖国バス 五村東停留所下車
- 北陸自動車道 長浜ICから北東へ約5km
- 滋賀県道263号丁野虎姫長浜線・滋賀県道273号東野虎姫線沿い
- 駐車場あり：3台